# Tá no Ar: a TV na TV
Tá no Ar: a TV na TV foi um programa humorístico de televisão brasileiro produzido pela TV Globo e exibido de 10 de abril de 2014 a 9 de abril de 2019.
Criado por Marcelo Adnet, Marcius Melhem e Maurício Farias, o programa explorava os lugares comuns do meio televisivo principalmente em paródias de músicas e programas conhecidos da televisão, sendo inspirado no Comédia MTV. O próprio Tá no Ar seguia um padrão de simular a troca de canais, passando por diferentes canais onde as esquetes ocorrem. Adnet e Melhem eram responsáveis pelo roteiro da atração e Maurício pela direção.
Em 18 de abril de 2018, um dia após a exibição do último programa da temporada, foi anunciado que a sexta temporada do programa seria a última. O episódio final foi exibido em 9 de abril de 2019.

## O programa
O Tá no Ar: a TV na TV estreou no dia 10 de abril de 2014, na terceira linha de shows da TV Globo, em esquema de temporada. Criado por Marcelo Adnet e Marcius Melhem e com direção de núcleo de Maurício Farias, o programa abordava a linguagem e o universo da televisão brasileira. Dos humorísticos, ao telejornal, reality show, videoclipe, seriado policial, documentário, discurso eleitoral e novela, nem os comerciais e os canais pagos de compras escaparam das brincadeiras propostas pela atração. Além de Adnet e Melhem, o elenco do humorístico era formado por Danton Mello, Luana Martau, Carol Portes, Georgiana Góes, Márcio Vito, Maurício Rizzo, Renata Gaspar, Verônica Debom e Welder Rodrigues.

## Quadros e Paródias
Quadros recorrentes
• Jardim Urgente (Sátira do programa Brasil Urgente, um jornal de alerta policial envolvendo o mundo infantil, também tem sua hora de Merchandising) - Temporadas 1 à 5
• Militante (Invasão do programa feita por um estudante pernambucano que faz diversas críticas e teorias da Rede Globo) - Todas as Temporadas e Único personagem que aparece em praticamente todos os episódios 
• Balada Vip (Programa que acompanha de perto a noite da elite paulistana, com baladas organizadas pelo bilionário Tony Karlakian. Apresentado por Rick Matarazzo) - Todas as Temporadas 
• Musical (Clipe que sempre aparece no final do episódio envolvendo músicas sejam originais ou paródias como Comerciais de DVD, Jingles Políticos e principalmente Videoclipes) - Todas as Temporadas
• Galinha Preta Pintadinha (Sátira da Galinha Pintadinha envolvendo a religião do Candomblé. Ao longo da série, mais galinhas religiosas iriam ser introduzidas como a Galinha Convertidinha e Galinha Muçulmana Pintadinha) - Todas as Temporadas 
• Arquivo Musical (Sátira de programas da MTV misturados com documentais do History Channel, exibido versões "históricas" de músicas tais como Músicas Censuradas na Época do Regime Militar, Bossa Nova nos tempos bíblicos e também uma versão Soviética dos Beatles) - Todas as Temporadas 
• Dr Sus (Sátira da série Dr House, envolvendo o Sistema Único de Saúde Brasileiro) - Temporada 1
• Sexy Indecisa (Sátira da série da HBO: Sex and the City) - Temporada 1
• Polícia Brasileira (Sátira de séries policiais, se passando no Brasil) - Temporadas 1 à 3
• Papo Chato - Temporadas 1 à 3
• Pesca Fatal (Programa de pesca, também na versão submarina) - Temporada 1
• Brandon McLee (Sátira de programas documentais do Discovery Channel) - Temporadas 1, 2 e 5
• Crentes (Sátira Evangélica da sitcom americana Friends) - Temporadas 1 e 4
• Incrível (Sátira do Fantástico) - Temporadas 1 e 5
• Top de 5 (Sátira dos Tops de 5 segundos das emissoras, com temas aleatórios. Ex: Coisas que só vemos no Natal, Números Primos, Críticas que esse programa recebe) - Temporadas 1 à 4
• Interrompemos nossa programação - Todas as Temporadas
• Classificação Indicativa (Sátira às cartelas de faixa etária dos programas de TV) - Todas as Temporadas 
• Canal de Músicas (Sátira direta do canal de Músicas interativo da NET, com áudios de músicas sendo paródias e em sua grande maioria versões de músicas cantadas por Sílvio Santos) - Todas as Temporadas 
• Tentente Pitombo Entrevista (Talk Show com direito à violência policial) - Temporada 1
• Os Vídeos mais Bab*cas do Mundo (Sátira do programa Os Vídeos mais Incríveis do Mundo) - Temporada 2
• Vingança dos Famosos (Celebridades se vingam dos seus fãs) - Temporada 2
• Malhação Épocas (Paródia da novela Malhação, se passando em diferentes épocas da história) - Temporada 2
• Discovery Homeless (Sátira do canal Discovery Home & Health, com seu apresentador sendo um sem-teto britânico) - Temporadas 2 à 5
• Barracos da Bíblia (Sátira do programa Casos de Família com referências à histórias bíblicas, tais como Noé e Lázaro) - Temporadas 2 e 5
• Luaninha da Webcam - Temporadas 2 e 4
• Talk Show Sincero - Temporadas 2 à 4

Programas de TV
Programas de TV que foram parodiados e também mencionados e referenciados
• A Guerra dos Cupcakes = A Guerra dos Spacecakes 
• A Praça é Nossa = A Praça é Bossa / Praça
• Acumuladores Compulsivos = Acumuladores de Mulheres / Acumuladores de Ex-Mulheres com Fábio Jr / Acumuladores de Processos
• Altas Horas = Altas Hóstias
• America's Next Top Model = Anorexic Top Model 
• Arquivo Confidencial = Queima de Arquivo Confidencial
• Art Attack = Heart Attack
• Bela Cozinha = Linda Cozinha
• Bem Amigos = Sem Amigos
• Bem Estar = Mal Estar / Bem Star
• Bom Dia Brasil = Abadia Brasil / Bom Dia Maduro
• Cafezinho com Escobar = Cafezito con Escobar
• Caldeirão do Huck = Capelão do Huck
• Casa Bonita = GazaBonita
• Casa dos Artistas = Sauna dos Artistas 
• Casos de Família = Casos do Lar / Barracos da Bíblia / Casos Modernos de Família 
• Chegadas e Partidas = Chegadas e Partidos
• Clube do Mickey = Clube da Esquina do Mickey
• Corujão do Esporte = Corujonas do Esporte
• Criança Esperança = Fiança Esperança / Adulto Esperança / Classe Média Esperança
• Dança dos Famosos = Dança do Messias / Dança dos Famosos... Quem? / Dança dos Filósofos / Chão dos Famosos
• De Férias com o Ex = De Férias com meu Ex Presidente
• Decora = Decora com 50 Tons de Cinza / Decora Coréia do Norte / Decora no Escuro
• Domingo Legal = Domingo Pesado
• É de Casa = Noé de Casa
• Em Pauta = Sem Pauta / Fake News em Pauta
• Encontro com Fátima Bernardes = Encontrão com Fátima Bernardes / Encontro com Direção de Quentin Tarantino
• Escolinha do Professor Raimundo = Escolinha Bíblica / Escolinha Direta 
• Esporte Espetacular = Sedentarismo Espetacular / Esporte pra Especular / Pentecostes Espetacular 
• Esquenta! = Ostenta
• Fantástico = Incrível / Sarcástico 
• Fofocalizando = Blasfemalizando
• Food Truck: O Desafio = F*mo Truck: O Desafio
• G1 em 1 Minuto = G1 em 1 Segundo
• Globeleza = Gospel Beleza
• Globo de Ouro = Globo de Ouro da Morte
• Globo Esporte = R*ubo Esporte / Maduro Esporte
• Globo Repórter = TV Repórter / Globo Harry Potter
• Globo Rural = Globo Plural
• Jornal Hoje = Maduro Hoje
• Jornal Nacional = Gloob News / Jornal Teatral / Maduro Nacional / Jornal Nacional Musical 
• Keeping up with the Kardashians = Os Karlakians
• Lar doce Lar = Hospitalar doce Lar
• Largados e Pelados = Chap*dos e Pelados / Barbeiros e Pelados / Largados e Pelados no Espaço
• Linha Direta = Escolinha Direta
• Mais Você = Mais Você Decide / Mais Maduro
• Manhattan Connection = Magnata Connection / Mahatma Connection
• MasterChef = MinasChef / MasterChef de Obras 
• Mesa Redonda = Mesa Branca Redonda / Santa Ceia Redonda / Távola Redonda / Mesa Cirúrgica Redonda
• Namoro na TV = Decoro na TV
• Os Vídeos mais Incríveis do Mundo = Os Vídeos mais Bab*cas do Mundo / As Profissões mais M*ntirosas do Mundo / Os Dramas mais incríveis da Elite Brasileira
• Peão da Casa Própria = Peão da Propina Própria
• Pimp my Ride = Carro Pirateado 
• Plantão da Globo = Notícia Urgente
• Popstar = Popstar Wars / PopStarbucks
• Porta da Esperança = Reencontros
• Profissão Repórter = Premonição Repórter / Procissão Repórter / Fim de uma Profissão Repórter 
• Programa do Jô = Programa do Jó
• Quem quer ser um Milionário? = Quem quer ser um Bilionário?
• Reforma na sua casa = Reforma Agrária na sua Casa
• RJTV = INRIJTV / Cidade Inversa TV
• RuPaul's Drag Race = RuPaulinho da Viola's Drag Race
• Sagrado = Mitos da Religião 
• Saia Justa = Sandália Justa / Sara Justa
• Saltimbum = Castelo Saltimbum
• Se Vira nos 30 = Se Livra nos 30
• Sessão da Tarde = Sessão Parlamentar da Tarde / Sessão Memória 
• Shark Tank = Shark Temple
• Socorro, Meu Filho come Mal! = Socorro, Meu Vizinho me c*me Mal!
• Soletrando = Rechtschreibung
• Superbonita = Supermariabonita 
• Supercine = CineMaster
• Super Nanny = Sepultura Nanny
• Tá no ar a TV na TV = Tá no Altar a TV na TV
• Tamanho Família = Tamanho Segunda Família 
• Te vi na TV = TePrendi na TV
• Telecurso = Teletchuco 2000 / Telemuro 2º Grau / Teleculto 2000 / Telecurso Argentina
• Terceiro Tempo = Terceiro Templo
• The Voice Brasil = The Voice of Thrones
• Trato Feito = Contrato Feito / Treco Feio
• Troca de Esposas = Troca de Maridos
• TVZ = TVZodíaco
• Vale a Pena Ver de Novo = Vale a pena Crer de Novo / Vale a Pena ver a Gente de Novo
• Você Decide = Mais Você Decide

Programas de TV que foram apenas mencionados ou referenciados
• 15 Minutos
• Além da Conta
• Alô, Christina!
• Amaury Jr.
• Auto Esporte
• Balança mas não cai
• Balão Mágico
• Banheira do Gugu
• Big Brother Brasil
• Cabaré do Barata
• Caminhos com Gabriel Chalita
• Casseta e Planeta Urgente
• Chico City
• Clube da Criança
• Comédia MTV
• Como Será?
• Domingão do Faustão
• Eliana
• Em Família 
• Estrelas
• Faça Humor não Faça Guerra
• Fala que eu te Escuto
• Fazendo a Festa
• Fofocas com Nelson Rubens
• Greg News
• Hebe
• Hermes e Renato
• Horóscopo com Zora Yonara
• Jornal da Globo
• Juntos e Misturados
• Lata Velha
• Medalhão Persa
• O Aprendiz
• O Assunto é Jesus
• O Brasil que eu Quero
• O Último Programa do Mundo
• Olimpíadas do Faustão 
• Os Caras de Pau
• Os Maiores Espetáculos da Terra
• Os Trapalhões
• Pânico
• Pelo Mundo
• Perdidos na Noite
• Perto do Fogo
• Pequenas Empresas Grandes Negócios
• Planeta dos Homens
• Polícia 24 Horas
• Programa Carlos Imperial
• Programa do Ratinho
• Programa Silvio Santos
• Qual é a Música?
• Que Marravilha!
• Roberto Carlos Especial
• Santa Ajuda
• Satiricom
• Sessão das Nove
• Só Toca Top
• Som Brasil
• SuperPop
• SuperStar
• Teleton
• Teste de Fidelidade
• The Voice Kids
• Toma Lá Dá Cá
• TV Fama
• TV Colosso
• TV Globinho
• TV Mulher
• TV Pirata
• Vídeo Show
• Viva o Gordo
• Vox Populi
• Xou da Xuxa
• Zero 1
• Zorra
• Zorra Total

## Antecedentes e desenvolvimento
Marcelo Adnet desde que teve seu contrato firmado com a TV Globo, não teve seus programas bem aceitos pela crítica. Prometendo ajudar Adnet, Melhem idealizou um programa para que ele pudesse "brilhar". Marcelo complementou dizendo: "O Marcius foi muito generoso comigo. É um cara que conhece a casa muito melhor do que eu, ele me deixou muito a vontade para trabalhar, para ser como eu sou.". Para o novo projeto a dupla pensou num programa de esquetes, mas segundo eles com um jeito diferente e atualizado dos demais. Seu último episódio da primeira temporada foi exibido em 5 de junho de 2014. Sua segunda temporada estreou em 12 de fevereiro de 2015.
Pela TV Globo ser conhecida por não citar nomes de outras emissoras nos programas, Melhem comentou: "(...) ficam umas coisas no ar que a Globo não deixa isso ou aquilo, mas isso nunca chegou (para nós), não foi uma questão. A gente foi fazendo o que achava que era legal fazer, e fomos avançando e fomos fazendo".

## Temporadas

### 1ª temporada (2014)
A primeira temporada do programa foi ao ar entre 10 de abril de 2014 a 5 de junho de 2014 e teve 9 episódios no total. Nesta temporada, foi exibida uma paródia do programa Amor & Sexo chamada "Môr e Séquiço". A atração, comandada por uma apresentadora caipira (Renata Gaspar), contava com um trio na bancada de convidados (Verônica Debom, Maurício Rizzo e Marcelo Adnet), que participavam de conversas sobre relações amorosas. O bate-papo apimentado dava espaço para brincadeiras como poledance em um pau de sebo.
O Tá no Ar: a TV na TV ainda mostrou, com exclusividade, o suplemento que Hércules (Marcelo Adnet) e Aquiles (Marcius Melhem) usaram para conquistar o corpo ideal e manter a divindade em uma academia na Grécia antiga.
A atração também sintonizava no concurso "Dança dos Messias", que contava com a presença de Carlinhos de Jesus na bancada de jurados para avaliar uma disputa performática entre grandes nomes das religiões ocidentais e orientais. A temporada contou com alguns quadros fixos, como Dr. Sus, Jardim Urgente, Balada Vip, Arquivo Musical e Polícia Brasileira e a série de lançamentos infantis da Galinha Preta Pintadinha.

### 2ª temporada (2015)
A segunda temporada do programa foi ao ar entre 12 de fevereiro de 2015 a 16 de abril de 2015, na segunda linha de shows, e teve 9 episódios no total. O programa retornou com o que houve de mais inovador no humor brasileiro e trouxe os já aclamados quadros: Balada Vip, Jardim Urgente e o novo quadro do Militante Revoltado, além de outros novos quadros como A Vingança dos Famosos e Barracos da Bíblia e o novo derivado da Galinha Preta Pintadinha intitulado Galinha Convertidinha.
Além de Marcelo Adnet, Marcius Melhem, Danton Mello, Luana Martau, Carol Portes, Georgiana Góes, Márcio Vito, Maurício Rizzo, Renata Gaspar, Verônica Debom e Welder Rodrigues, o programa teve, na segunda temporada, participações especiais de Regina Duarte, Cissa Guimarães, Bruno Gagliasso, Lulu Santos, Natália Lage, Rodrigo Lombardi, André Marques, Pedro Bial e Antônio Fagundes, entre outros atores.

### 3ª temporada (2016)
A terceira temporada do programa foi ao ar entre 19 de janeiro de 2016 a 5 de abril de 2016, agora, às terças-feiras. Essa temporada teve 12 episódios.
Um quadro que chamou bastante atenção da crítica e do público foi um em que Marcelo Adnet faz uma paródia com as músicas do cantor Chico Buarque, intitulada de "Chico Buarque de Orlando" no dia 8 de março de 2016.
Outro quadro de bastante repercussão foi uma paródia da música Royals da cantora Lorde chamada "Spoiler", no dia 26 de janeiro de 2016, no video, Marcelo Adnet fala o final dos seriados de sucesso entre o público e a crítica.
Mas sem dúvidas o quadro que teve mais repercussão foi a paródia da A Praça é Nossa (programa do SBT estrelado por Carlos Alberto de Nóbrega), contando com a ilustre participação do próprio Carlos Alberto conversando com a Velha Surda (interpretada por Marcius Melhem).
A Temporada contou com a participação do ator Domingos Montagner, que faleceu meses depois em um afogamento.
No dia 5 de abril de 2016, foi exibido o clipe "We are the Ovo" (uma paródia da música de sucesso "We are the world") em que a Galinha Preta Pintadinha e o elenco da Globo e do Tá no Ar se uniram para gravar a música, incluída como faixa bônus do DVD da Galinha Preta Pintadinha 40 Anos das gravadoras "Candomblécords" (a principal da Galinha Preta Pintadinha) e "Salmo Livre" (paródia de Som Livre).

### 4ª temporada (2017)
A quarta temporada do programa foi ao ar entre 24 de janeiro de 2017 a 11 de abril de 2017, continuando às terças-feiras, tendo 11 episódios no total. O programa retornou com o que houve de mais inovador no humor brasileiro e trouxe os já aclamados quadros: Balada Vip, Jardim Urgente e o Militante Revoltado, além de várias participações especiais de Sandy, Karina Dohme, Otaviano Costa, Valentina Bandeira, Agatha Moreira, Angélica, Vladimir Brichta, Cláudia Raia, Amaury Jr., Regina Duarte, Érico Brás, Marcelo Médici, Tony Tornado, Toni Garrido, Tony Bellotto, Tonico Pereira, Mel Maia, José de Abreu, Andréa Beltrão, Rodrigo Lombardi, Bruno Mazzeo, Bela Gil, Kléber Bambam, Lulu Santos, Rodrigo Hilbert, Serginho Groisman, Laura Müller, Cid Moreira e Dirceu Rabelo.
O quadro que teve mais repercussão nessa temporada foi a participação de Amaury Jr. no quadro Balada Vip em que entrevistava Rick Matarazzo despertando inveja em Tony Karlakian.

### 5ª temporada (2018)
A quinta temporada do programa foi ao ar entre 23 de janeiro a 17 de abril de 2018, continuando às terças-feiras, tendo 13 episódios no total. O programa retornou com o que houve de mais inovador no humor brasileiro e trouxe os já aclamados quadros Balada Vip, Jardim Urgente e o Militante Revoltado, além de várias participações especiais. Além dessas participações homenageou pela segunda vez um programa de outra emissora: o infantil Castelo Rá Tim Bum exibido em 1994 na TV Cultura, com a participação de Rosi Campos, Cássio Scapin e Angela Dip, respectivamente Morgana, Nino e Penélope.
O último episódio dessa temporada homenageou grandes programas de humor da televisão brasileira (contando inclusive com um esquete inspirado no 15 Minutos, programa que levou Adnet ao estrelato na MTV além de, também homenagear, um dos maiores rivais da programação de domingo da emissora, o Pânico) e teve várias participações especiais, como Agildo Ribeiro, Berta Loran, Betty Faria, Betty Gofman, Ceará, Cristina Pereira, Dani Calabresa, Eliezer Motta, Fafy Siqueira, Fernanda Gentil, Fernanda Paes Leme, Fernando Caruso, Gustavo Mendes, Heloisa Périssé, Hubert Aranha, Julio Cocielo, Kéfera Buchmann, Lucas Veloso, Maria Clara Gueiros, Monica Iozzi, Mônica Martelli, Ney Latorraca, Rafael Portugal, Reinaldo Figueiredo, Renato Aragão, Samantha Schmütz e Tom Cavalcante.
O episódio final da 5ª temporada marcou também a última aparição na TV do ator Agildo Ribeiro, que veio a falecer nove dias após a exibição.

### 6ª temporada (2019)
Um dia após a exibição do último episódio da 5ª temporada, o fim do programa foi decretado pela TV Globo, em que o humorístico ganhou uma sexta e última temporada, que estreou em 15 de janeiro de 2019. A temporada teve uma paródia do programa do Chaves (A Vila Militar do Chaves) com uma crítica ao Presidente da República na época, Jair Bolsonaro. Isso fez com o programa alcançasse grande repercussão nas redes sociais.
O episódio exibido em 12 de fevereiro se tornou marcado pela exibição do clipe "É Abusivo" (paródia de "É Tão Lindo", de Roberto Carlos e A Turma do Balão Mágico), em que Georgiana é uma mulher que vive um relacionamento abusivo, mas consegue se libertar com a ajuda de outras mulheres. O clipe repercutiu nas redes sociais.
No episódio de 19 de março foi exibido o clipe "Homem Bom Não Dá Canção", uma paródia do estilo musical "Sofrência", estilo famoso nas vozes de cantoras como Marília Mendonça e Naiara Azevedo. A paródia fez uma versão invertida do tipo de música em que, em vez de um homem que trai ou abandona a mulher, o homem aqui não mente, lava a casa, faz a comida, dá massagem na mulher, etc. O clipe foi cantado pelas integrantes Luana Martau e Georgiana Góes caracterizadas como a dupla "Simanda e Simanca" (versão parodiada da dupla Simone e Simaria) e também fez menção ao programa TV Fama, da RedeTV!.
O programa final da série foi ao ar em 9 de abril. O episódio reuniu diversas menções as antigos programas de diferentes emissoras, como o Programa da Hebe do SBT, O Último Programa do Mundo da MTV Brasil, o programa Pânico na Band, finais de novelas da TV Globo, além das temporadas anteriores como a esquete "O Ricardo Enlouqueceu" da primeira temporada e a paródia "Spoiler" da terceira temporada, e também algumas despedidas de personagens clássicos do programa como o índio Obirajara e dos apresentadores Rick Matarazzo e Tony Karlakian, ex-apresentadores do Balada Vip, uma espécie de propaganda eleitoral com os atores do programa pedindo emprego e, no último bloco, o funeral do programa, que foi enterrado ao lado de outros programas de humor.

## Episódios
| Temporada | Temporada | Episódios | Estreia da temporada    | Final da temporada  |
| --------- | --------- | --------- | ----------------------- | ------------------- |
|           | 1         | 9         | 10 de abril de 2014     | 5 de junho de 2014  |
|           | 2         | 9         | 12 de fevereiro de 2015 | 15 de abril de 2015 |
|           | 3         | 12        | 19 de janeiro de 2016   | 5 de abril de 2016  |
|           | 4         | 11        | 24 de janeiro de 2017   | 11 de abril de 2017 |
|           | 5         | 13        | 23 de janeiro de 2018   | 18 de abril de 2018 |
|           | 6         | 13        | 15 de janeiro de 2019   | 9 de abril de 2019  |

## Elenco
| Ator               | Temporadas | Temporadas | Temporadas | Temporadas | Temporadas | Temporadas |
| Ator               | 1ª 2014    | 2ª 2015    | 3ª 2016    | 4ª 2017    | 5ª 2018    | 6ª 2019    |
| ------------------ | ---------- | ---------- | ---------- | ---------- | ---------- | ---------- |
| Carol Portes       |            |            |            |            |            |            |
| Danton Mello       |            |            |            |            |            |            |
| Georgiana Góes     |            |            |            |            |            |            |
| Luana Martau       |            |            |            |            |            |            |
| Marcelo Adnet      |            |            |            |            |            |            |
| Márcio Vito        |            |            |            |            |            |            |
| Marcius Melhem     |            |            |            |            |            |            |
| Maurício Rizzo     |            |            |            |            |            |            |
| Renata Gaspar      |            |            |            |            |            |            |
| Verônica Debom     |            |            |            |            |            |            |
| Welder Rodrigues   |            |            |            |            |            |            |
| Eduardo Sterblitch |            |            |            |            |            |            |

### Participações
1ª temporada
- Ricardo Macchi como ele mesmo. Por achar seu papel de Cigano Igor em Explode Coração superior, ele decide ir para Hollywood para ganhar um Óscar. Logo após, Adnet diz ao fundo: "O Ricardo enlouqueceu", em referência aos comerciais da Ricardo Eletro.[12]
- Vladimir Brichta como ele mesmo. O ator passou pelo programa "Tenente Pitombo Entrevista", interpretado por Marcius Melhem. Tenente Pitombo entrevistava Vladimir e o colocava contra a parede, deixando-o amordaçado.
- Fátima Bernardes como ela mesma, caminhando pelos corredores do Projac e escorregando da escada; após um Encontrão com Marcius Melhem, em referência ao seu programa, Encontro com Fátima Bernardes.[13][14]
- Tony Tornado como garoto-propaganda das carnes Fribode, em referência a Friboi.[15]

2ª temporada
- Pedro Bial como ele mesmo, sendo expulso da casa do reality show Big Brother Brasil.[16][17]
- Bruno Gagliasso como Edu, seu personagem em Dupla Identidade; num comercial de televisão, onde aparece comendo cereal e atirando num tigre, posteriormente exibindo a marca Cereal Killer (em referência ao cereal Kellogg's).[18]
- Regina Duarte como ela mesma, no quadro Vingança dos Famosos onde celebridades importunam anônimos.[19]
- Bruno Gagliasso e Thiago Rodrigues como eles mesmos no quadro Sauna dos Artistas, onde artistas tomam banho em uma sauna.[20]
- Lulu Santos cantando o tema de abertura do quadro Malhação Épocas, que é uma paródia de "Assim Caminha a Humanidade", tema de Malhação.
- André Marques como Mocotovius no quadro Malhação Épocas, onde se faz uma paródia ao seriado Malhação.
- Rodrigo Lombardi como ele mesmo, garoto propaganda dos apartamentos.
- Alexandre Nero como o Comendador José Alfredo Medeiros, seu personagem em Império.
- Antônio Fagundes como dançarino do Menudo.
- Fernanda Paes Leme no quadro no Vingança dos Famosos.

3ª temporada
- Mr. Catra como ele mesmo sofrendo de um transtorno obsessivo por mulheres, no quadro Acumuladores de Mulheres.[21]
- Tiago Leifert como garoto-propaganda de um comercial de supermercado que acaba matando um cliente de ataque cardíaco.
- Oscar Filho como um arquiteto de um presídio de luxo no quadro Balada VIP.[22]
- Fernanda Rodrigues como ela mesma dando dicas sobre como cuidar do bebê dos outros.
- Sandy como ela mesma livrando-se de presentes dos fãs no site Mercado Livre-se, em referência ao Mercado Livre.[23]
- Lilia Cabral como ela mesma fazendo testes para Mulata Globeleza antes da sua carreira como atriz.[24]
- Lulu Santos como um pai de santo no comercial do PaiTunes, em referência ao iTunes.[25]
- Preta Gil como ela mesma no comercial do Expresso 2222, uma cafeteira a gotas que também toca músicas de Gilberto Gil.[26] Em outra esquete, ela aparece trocando uma couve por um brigadeiro num quadro de culinária, em referência a sua irmã, Bela Gil.[27]
- Domingos Montagner como ele mesmo sendo um dos fãs do cantor Justin Bieber.[28]
- Marcos Frota como Tonho de Luca, uma apresentador de programa de turismo (em referência à Bruno de Luca, apresentador do programa de viagens Vai Pra Onde no Multishow e garoto-propaganda do Decolar.com) que é irmão gêmeo de Tonho da Lua (seu personagem em Mulheres de Areia).[29]
- Monica Iozzi e Cauã Reymond (através de uma gravação de telefone) como um casal apaixonado.[30]
- Rogéria como comentarista esportiva de um jogo de futebol entre travestis.
- Mateus Solano e Paula Braun como eles mesmos numa pegadinha onde ambos embarcam para a Indonésia carregando cocaína na bagagem sem saberem. Numa esquete posterior, um jornalista dá a notícia que os dois foram presos ao desembarcarem.[31]
- Paulo Betti como protagonista da novela Paulo Betti, a Feia, paródia de Betty, a Feia.[32]
- Glória Pires como a comentarista Irmã Glória (fazendo referência aos comentários de Glória durante o Óscar 2016).[33]
- Otávio Muller como Pedro Paulo Haddock Pamplona, um socialite fazendo exame de sangue no quadro Balada VIP.
- Débora Bloch como ela mesma tentando escalar o Cristo Redentor, mas desistindo por medo de altura.
- Thiago Fragoso como ele mesmo numa pegadinha onde sua casa é denunciada como pertencendo a um traficante. A polícia cerca a casa e o ator acaba baleado no ombro.[34]
- Marcos Caruso como Dr. Faruk Abdalah, um médico no quadro Balada VIP.
- Dani Calabresa como Maria Helena Karlakian, esposa de Tony Karlakian no quadro Balada VIP.[35]
- Taís Araújo (Viver a Vida), Júlia Lemmertz (Em Família), Maitê Proença (Felicidade), Vera Fischer (Laços de Família), Christiane Torloni (Mulheres Apaixonadas) e Regina Duarte (História de Amor, Por Amor e Páginas da Vida) como as Helenas (das novelas de Manoel Carlos) em Clones em Família. Lília Cabral, Ricardo Macchi, José Mayer, Stênio Garcia e Juca de Oliveira também aparecem na mesma esquete.[36]
- Luciano Huck como ele mesmo fazendo um "Lar Doce Lar" (quadro do Caldeirão do Huck) que remodelou o quarto do militante nordestino que odeia a TV Globo.
- Carlos Alberto de Nóbrega como ele mesmo em A Praça, esquete que faz referência ao seu programa no SBT, A Praça é Nossa.[37]

4ª temporada
- Sandy como ela mesma, relembrando uma gravação da série Sandy & Junior, em 2002. No mesmo quadro, Karina Dohme interpreta Beth.
- Otaviano Costa como ele mesmo, tocando piano.
- Valentina Bandeira como Valeskina, assistente do apresentador no Te Prendi na TV.
- Agatha Moreira como ela mesma no quadro Café da Manhã na Casa dos Outros.
- Angélica como ela mesma, sendo atacada por taxistas, por estar dentro de um Uber. Fazendo referência a sua música, Vou de Táxi.
- Vladimir Brichta como a voz do Chewbacca no Música - Best of Chewbacca.
- Cláudia Raia como ela mesma em O Resgate do Soldado Raia.
- Amaury Jr. como ele mesmo em Balada Vip.
- Regina Duarte como ela mesma numa batalha de MC's.
- Érico Brás como MC no baile. E na novela Força de Uma Conexão interpreta o personagem Tobias.
- Tony Tornado, Toni Garrido e Tony Bellotto como eles mesmos em Game of Tonys.
- Tonico Pereira como ele mesmo na campanha Pinga Consciente.
- Mel Maia e José de Abreu como Pérola e Ernest, de Joia Rara, tentando gravar uma cena.
- Andréa Beltrão como monstro em Electro Five, sátira aos seriados tokusatsu (especificamente Changeman).
- Rodrigo Lombardi como ele mesmo no hospital em uma pegadinha do Domingo Pesado, onde ele recebe um implante de seios.
- Bruno Mazzeo como ele mesmo em Invadindo a Intimidade.
- Bela Gil como ela mesma em um restaurante na pegadinha do Domingo Pesado.
- Kléber Bambam como ele mesmo no Te Prendi na TV.
- Lulu Santos como ele mesmo sendo chefe de uma oficina mecânica.
- Rodrigo Hilbert na imagem de um tablet na paródia Você não sabe como é bom ser Gay.
- Marcelo Médici como Seu Belzebu na Escolinha Bíblica.
- Serginho Groisman e Laura Müller em esquetes do Altas Horas.
- Cid Moreira e Dirceu Rabelo como locutores.

5ª temporada
- Fátima Bernardes e Lair Rennó como eles mesmos apresentando o Encontro - 1º episódio
- Mateus Solano como Mateus da família Solano, sátira da série Família Soprano - 1º episódio
- Bruno Mazzeo como ele mesmo em um comercial -  2º episódio
- Milton Cunha como ele mesmo - 4º episódio
- Luiza Possi como mulher no comercial Lavanda de Cheiro -  4º episódio
- Fabíula Nascimento como dubladora do Parannamount Channel -  5º episódio
- Dira Paes como ela mesma na pegadinha do Domingo Pesado -  5º episódio
- Glória Menezes como ela mesma topando o desafio e se tornando uma policial do BOPE no Policial Por um Dia -  5º episódio
- Leandro Karnal como ele mesmo -  5º episódio
- Ana Furtado como ela mesma substituindo o rei Roberto Carlos em seu especial de fim de ano -  5º episódio
- Bruno Gagliasso como ator no comercial AA - Atores Aproveitadores -  6º episódio
- Fátima Bernardes como Kill Bill - 7º episódio
- Cauã Reymond como ele mesmo roubando um carro - 7º episódio
- Família Lima como eles mesmos sendo entrevistados no Papo Conchinha - 7º episódio
- Andréa Dantas - 7º episódio
- Marcos Veras como Ele mesmo - 8º episódio
- Bruno de Lucca como Ele mesmo - 8º episódio
- André Segatti como Thor - 9º episódio
- Aracy Balabanian como Ela mesma pichando um muro - 9º episódio
- João Vicente de Castro como Ele mesmo - 10º episódio
- Stênio Garcia como Ele mesmo - 10º episódio
- Rafa Brites como Ela mesma - 10º episódio
- Tonico Pereira como Ele mesmo num comercial - 12º episódio
- Angela Dip (Penélope), Rosi Campos (Morgana), Cassio Scapin (Nino) e Luciano Huck no quadro Castelo Saltimbum - 12º episódio
- Marcelo Serrado como Ele mesmo - 12º episódio
- Agildo Ribeiro, Berta Loran e Lucas Veloso na reportagem sobre usuários de "clack" - 13º episódio
- Betty Gofman como Dona Bela em uma rápida aparição em classificação indicativa - 13º episódio
- Cristina Pereira como uma militante nordestina - 13º episódio
- Eliezer Motta como Batista no quadro PoliGod - 13º episódio
- Dani Calabresa como Maria Helena Karlakian em Os Karlakians - 13º episódio
- Mônica Martelli, Betty Faria, Heloísa Périssé, Monica Iozzi, Fernanda Gentil, Maria Clara Gueiros, Fernanda Paes Leme, Fafy Siqueira e Marjorie Estiano em Mulheres Apaixonadas por Trocadilhos - 13º episódio
- Fernando Caruso, Gustavo Mendes, Hubert Aranha, Ceará, Rafael Portugal, Reinaldo Figueiredo e Tom Cavalcante (que também fez João Canabrava em Jardim Urgente) em Horário Eleitoral Gratuito para Candidatos a Imitadores de Presidente
- Júlio Cocielo e Kéfera Buchmann como eles mesmos dando entrevista nos créditos do episodio.
- Renato Aragão num comercial da Didi Mocoffee. Apresentando os sabores: Dedéscafeinado, Mussum-Latê, Zacaccino e Tião Macchiato - 13º episódio
- Samantha Schmütz como Juninho Play em uma rápida aparição em classificação indicativa - 13º episódio
- Ney Latorraca como Barbosa em uma rápida aparição em um programa de humor - 13º episódio

#### 6ª Temporada
- Marcelo Serrado como ele mesmo contando como cuida do seu dinheiro - 1º episódio
- Evandro Mesquita como ele mesmo na chamada do programa "Evandro em Mesquitas", um trocadilho com seu nome. - 2º episódio
- Taís Araújo e Lázaro Ramos como "Mr. Brau" e "Michele Brau" do programa "Mister Brau" na chamada da série "Mister Vrau" - 3º episódio
- Antonio Calloni como ele mesmo no programa "Domingo no Ar" - 3º Episódio
- Eduardo Sterblitch como ele mesmo - Episódio Final
- Pedro Bial como ele mesmo no Funeral do Tá No Ar - Episódio Final
- A banda Titãs e o cantor Lulu Santos como eles mesmos, cantando o tema de abertura do programa no Funeral do Tá No Ar - Episódio Final

## Recepção
Fernando Oliveira, para o portal R7, comentou positivamente a estreia do programa, intitulando sua matéria como a "melhor estreia da Globo". Ele elogiou a liberdade que o programa tem em falar sobre outras emissoras, de programas da própria Globo, de comerciais e de ativistas que protestam contra a programação da TV. Já Mauricio Stycer, do Universo Online (UOL), chamou atenção para o ativista nordestino, que se assemelha aos internautas que criticam a programação da emissora. Ainda disse que, por ser um programa humorístico, Adnet respondeu com o humor aos fãs que achavam sua apresentação na MTV melhor.

### Finalização
Em 18 de abril de 2018, foi anunciado o fim do programa aclamado. O anúncio foi feito um dia após a exibição do último episódio da quinta temporada, sendo confirmada por Marcius Melhem. A notícia foi inicialmente revelada por Mauricio Stycer em sua coluna no UOL, e a notícia teve grande repercurssão pela internet. Melhem confirmou uma última temporada para 2019.

### Prêmios e indicações
| Ano  | Prêmio                    | Categoria                                   | Indicação                                       | Resultado | Ref.   |
| ---- | ------------------------- | ------------------------------------------- | ----------------------------------------------- | --------- | ------ |
| 2014 | Prêmio F5                 | Programa do Ano                             | Marcelo Adnet, Marcius Melhem e Maurício Farias | Indicado  | [ 41 ] |
| 2014 | Prêmio Extra de Televisão | Melhor Programa de Humor e Melhor Maquiagem | Marcelo Adnet, Marcius Melhem e Maurício Farias | Indicado  |        |
| 2015 | Melhores do Ano           | Comédia                                     | Marcelo Adnet                                   | Indicado  |        |
| 2015 | Prêmio Extra de Televisão | Melhor Programa de Humor                    | Marcelo Adnet, Marcius Melhem e Maurício Farias | Indicado  |        |
| 2015 | Troféu APCA               | Melhor Humorístico                          | Marcelo Adnet, Marcius Melhem e Maurício Farias | Venceu    |        |
| 2016 | Troféu Internet           | Programa Humorístico                        | Marcelo Adnet, Marcius Melhem e Maurício Farias | Indicado  |        |
| 2016 | Melhores do Ano           | Comédia                                     | Marcelo Adnet                                   | Indicado  | [ 42 ] |
| 2016 | Melhores do Ano           | Comédia                                     | Welder Rodrigues                                | Indicado  | [ 42 ] |
| 2016 | Prêmio Extra de Televisão | Melhor Programa de Humor                    | Marcelo Adnet, Marcius Melhem e Maurício Farias | Indicado  |        |
| 2017 | Melhores do Ano           | Comédia                                     | Marcelo Adnet                                   | Indicado  |        |
| 2017 | Melhores do Ano           | Comédia                                     | Welder Rodrigues                                | Indicado  |        |
| 2018 | Melhores do Ano           | Comédia                                     | Eduardo Sterblitch                              | Venceu    |        |
| 2018 | Melhores do Ano           | Comédia                                     | Marcelo Adnet                                   | Indicado  |        |
| 2018 | Melhores do Ano           | Comédia                                     | Welder Rodrigues                                | Indicado  |        |